# Kung Fu Soccer
Kung Fu Soccer även kallad Shaolin Soccer, är en kinesisk film från 2001.

## Handling
Sing (Stephen Chow) försöker göra så att fler öppnar ögonen för Kung Fu men kommer inte på hur han ska göra det. Efter ett par misslyckanden hittar han den före detta fotbollsstjärnan Fung. Sing samlar ihop sina gamla Kung Fu-kompisar för att ställa upp i en fotbollsturnering som Fung pratat om - för att introducera Kung Fu för folket och för att Fung ska få uppleva sin dröm och för att få hämnas på mannen som en gång förstörde hans liv...